# Russell Kamo
Russell Kamo (nascut el 7 de març de 1984) és un futbolista neozelandès que actualment juga pel Canterbury United del Campionat de Futbol de Nova Zelanda com a davanter.

## Trajectòria esportiva
Kamo inicià la seva carrera a l'avançada edat de 25 anys pel Canterbury United en un partit l'1 de novembre de 2009 contra el Waitakere United. En aquell partit jugat el Canterbury United perdé 0 a 1. En aquella temporada inicial va jugar en 16 partits marcant 6 gols.
La temporada 2010-2011 va marcar el seu primer hat trick pel club el 7 de novembre en un partit contra el Team Wellington en què guanyaren per un 4 a 2. Al final de la temporada Kamo marcà 8 gols en un total de 15 partits jugats pel club.
Kamo es va sobresortir de nou en la temporada següent. Es mostrà com a peça clau pel club al marcar 8 gols en un total de 14 partits jugats.